# Steinbach (Taunus)
Steinbach is een gemeente in de Duitse deelstaat Hessen, gelegen in de Hochtaunuskreis. De stad telt 10.678 inwoners.

## Geografie

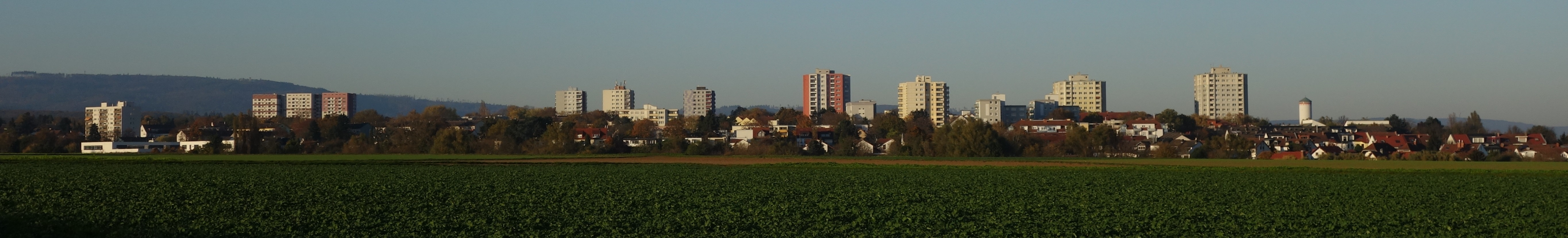
Panorama van Steinbach

Steinbach heeft een oppervlakte van 4,4 km² en ligt in het centrum van Duitsland, iets ten westen van het geografisch middelpunt.

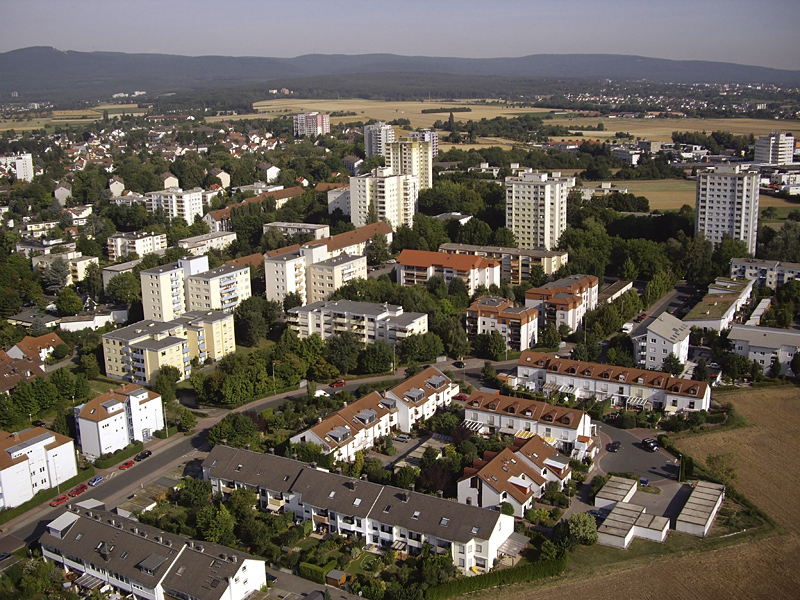
Steinbach

Bad Homburg vor der Höhe · Friedrichsdorf · Glashütten · Grävenwiesbach · Königstein im Taunus · Kronberg im Taunus · Neu-Anspach · Oberursel · Schmitten · Steinbach · Usingen · Wehrheim · Weilrod